# کوستلتس ناد ولتاووو
کوستلتس ناد ولتاووو (به چکی: Kostelec nad Vltavou) یک منطقهٔ مسکونی در جمهوری چک است که در ناحیه پیسک واقع شده‌است. کوستلتس ناد ولتاووو ۳۲٫۸۱ کیلومتر مربع مساحت و ۳۹۱ نفر جمعیت دارد و ۴۵۷ متر بالاتر از سطح دریا واقع شده‌است.